# Aziatische kampioenschappen baanwielrennen 2023
De Aziatische kampioenschappen baanwielrennen van 2023 vonden plaats van 14 tot 19 juni in de stad Nilai, Maleisië. Er werden wedstrijden gereden bij zowel de elite als bij de junioren op de baan in het Velodrom Nasional.

## Medaillewinnaars

### Mannen
| Onderdeel            | Goud                                                                      | Zilver                                                                              | Brons                                                                                |
| Elite                | Elite                                                                     | Elite                                                                               | Elite                                                                                |
| -------------------- | ------------------------------------------------------------------------- | ----------------------------------------------------------------------------------- | ------------------------------------------------------------------------------------ |
| 1 km tijdrit         | Fadhil Zonis                                                              | Ronaldo Laitonjam                                                                   | Choi Woo-rim                                                                         |
| Koppelkoers          | Japan: Kazushige Kuboki en Shunsuke Imamura                               | Hongkong: Leung Ka Yu en Leung Chun Wing                                            | Indonesië: Bernard Van Aert en Terry Yudha Kusuma                                    |
| Keirin               | Azizulhasni Awang                                                         | Shinji Nakano                                                                       | Shah Firdaus Sahrom                                                                  |
| Sprint               | Azizulhasni Awang                                                         | Kaiya Ota                                                                           | Kento Yamasaki                                                                       |
| Teamsprint           | Japan: Kaiya Ota, Yuta Obara en Yoshitaku Nagasako                        | China: Guo Shuai, Zhou Yu en Xue Chenxi                                             | Maleisië: Fadhil Zonis, Ridwan Sahrom en Umar Hasbullah                              |
| Achtervolging        | Kazushige Kuboki                                                          | Shoi Matsuda                                                                        | Haiao Zhang                                                                          |
| Ploegenachtervolging | Japan: Eiya Hashimoto, Naoki Kojima, Shunsuke Imamura en Kazushige Kuboki | China: Yang Yang, Wentao Sun, Haiao Zhang en Haijiao Sun                            | Kazachstan: Artyom Zakharov, Dmitriy Noskov, Alisher Zhumakan en Ramis Dinmukhametov |
| Puntenkoers          | Naoki Kojima                                                              | Chang Chih-sheng                                                                    | Mow Ching Yin                                                                        |
| Scratch              | Mohammad Ganjkhanloo                                                      | Shunsuke Imamura                                                                    | Ruslan Yelyubayev                                                                    |
| Afvalkoers           | Eiya Hashimoto                                                            | Ramis Dinmukhametov                                                                 | Chun Wing Leung                                                                      |
| Omnium               | Eiya Hashimoto                                                            | Artyom Zakharov                                                                     | Park Sang-hoon                                                                       |
| Junioren             |                                                                           |                                                                                     |                                                                                      |
| 1 km tijdrit         | Haoran Sun                                                                | Rizvan Beisenbayev                                                                  | Junseon Park                                                                         |
| Koppelkoers          | Indonesië: Muhammad Syelhan Nurahmat en Julian Abi Manyu                  | Maleisië: Muhammad Hafiq Mohd Jafri en New Joe Lau                                  | Zuid-Korea: Lim Jong-won en Gu Seonggwan                                             |
| Keirin               | Ayumu Yamazaki                                                            | Han Sang-Yeon                                                                       | Hayata Sugiura                                                                       |
| Sprint               | Han Xie                                                                   | Junseon Park                                                                        | Ayumu Yamazaki                                                                       |
| Teamsprint           | China: Tianlong Zou, Han Xie en Haoran Sun                                | Kazachstan: Ramazan Mukhtar, Rizvan Beisenbayev en Daniyar Shayakhmetov             | Zuid-Korea: Junseon Park, Han Sang-Yeon en Jeong Suckwoo                             |
| Achtervolging        | Zhengyu Pei                                                               | En Teng Zhang                                                                       | Vadim Belugin                                                                        |
| Ploegenachtervolging | China: Bian Yuheng, Pei Zhengyu, Wu Hanqi en Yang Xiao                    | Kazachstan: Aslan Silykbek, Vadim Belugin, Zhalgas Abubakar en Vyacheslav Sichkarev | Zuid-Korea: Gu Seonggwan, Lim Jong-won, Jo Jeongu en Shin Dongil                     |
| Puntenkoers          | Muhammad Syelhan Nurahmat                                                 | Muhammad Hafiq Mohd Jafri                                                           | Jeongu Jo                                                                            |
| Scratch              | En Teng Zhang                                                             | Pourya Yaghoubi                                                                     | Vadim Belugin                                                                        |
| Afvalkoers           | Kensho Kanai                                                              | Vyacheslav Sichkarev                                                                | Zulfahmi Aiman Zulkurnain                                                            |
| Omnium               | Kensho Kanai                                                              | Muhammad Syelhan Nurahmat                                                           | En Teng Zhang                                                                        |

### Vrouwen
| Onderdeel            | Goud                                                              | Zilver                                                     | Brons                                                     |
| Elite                | Elite                                                             | Elite                                                      | Elite                                                     |
| -------------------- | ----------------------------------------------------------------- | ---------------------------------------------------------- | --------------------------------------------------------- |
| 500 m tijdrit        | Jiang Yulu                                                        | Nurul Izzah Asri                                           | Aki Sakai                                                 |
| Koppelkoers          | Japan: Yumi Kajihara en Tsuyaka Uchino                            | Zuid-Korea: Lee Ju-mi en Na Ah-reum                        | Oezbekistan: Olga Zabelinskaya en Nafosat Kozieva         |
| Keirin               | Mina Sato                                                         | Fuko Umekawa                                               | Riyu Ota                                                  |
| Sprint               | Riyu Ohta                                                         | Mina Sato                                                  | Fuko Umekawa                                              |
| Teamsprint           | China: Guo Yufang, Bao Shanju en Yuan Liying                      | Japan: Aki Sakai, Riyu Ohta en Mina Sato                   | Zuid-Korea: Cho Sun-young, Lee Hye-Jin en Hwang Hyeon-seo |
| Achtervolging        | Wei Suwan                                                         | Lee Ju-mi                                                  | Maho Kakita                                               |
| Ploegenachtervolging | Japan: Yumi Kajihara, Mizuki Ikeda, Maho Kakita en Tsuyaka Uchino | China: Susu Wang, Hongjie Zhang, Suwan Wei en Xiaoyue Wang | Zuid-Korea: Jieun Shin, Jumi Lee, Ahreum Na en Eunhee Lee |
| Puntenkoers          | Liu Jiali                                                         | Olga Zabelinskaya                                          | Mizuki Ikeda                                              |
| Scratch              | Yumi Kajihara                                                     | Jiali Liu                                                  | Sze Wing Lee                                              |
| Afvalkoers           | Tsuyaka Uchino                                                    | Qianyu Yang                                                | Huang Ting-ying                                           |
| Omnium               | Yumi Kajihara                                                     | Lee Sze Wing                                               | Huang Ting-ying                                           |
| Junioren             |                                                                   |                                                            |                                                           |
| 500 m tijdrit        | Shuyan Luo                                                        | Yunseo Na                                                  | Aphisara Srimongkhon                                      |
| Koppelkoers          | Zuid-Korea: Nahye Kwon en Gyeong-Ryeong Park                      | Kazachstan: Yelizaveta Sklyarova en Dariya Kazakbay        | Oezbekistan: Asal Rizaeva en Sevinch Yuldasheva           |
| Keirin               | Yunseo Na                                                         | Nur Alyssa Mohd Farid                                      | Kim Doye                                                  |
| Sprint               | Yunseo Na                                                         | Fei Zhou                                                   | Xinyi Zhong                                               |
| Teamsprint           | China: Zhou Fei, Luo Shuyan en Guo Mengyao                        | Zuid-Korea: Yunseo Na, Kim Do-Kyung en Gu Minji            | Taiwan: Lin Jhih Yan, Lee Chai Roug en Li Ya Xun          |
| Achtervolging        |                                                                   |                                                            |                                                           |
| Ploegenachtervolging | Zuid-Korea                                                        | Kazachstan                                                 | Taiwan                                                    |
| Puntenkoers          |                                                                   |                                                            |                                                           |
| Scratch              | Misaki Okamoto                                                    | Nahye Kwon                                                 | Intan Suraya Tokiman                                      |
| Afvalkoers           | Misaki Okamoto                                                    | Dariya Kazakbay                                            | Chai Roug Lee                                             |
| Omnium               |                                                                   |                                                            |                                                           |